# Miss Bala (film, 2011)
Cet article concerne le film original de Gerardo Naranjo. Pour le remake de Catherine Hardwicke, voir Miss Bala (film, 2019).
Pour plus de détails, voir Fiche technique et Distribution.
Miss Bala est un thriller dramatique mexicain réalisé par Gerardo Naranjo et sorti en 2011.
Faisant partie de la sélection Un certain regard au festival de Cannes de 2011, le film est librement inspiré d'un fait réel concernant une ancienne miss, Laura Zúñiga, et son implication dans un trafic de drogue en 2008.
Le film est un succès critique lors de sa sortie, lui permettant de faire partie de la pré-sélection pour les nominations de l'Oscar du meilleur film en langue étrangère.

## Synopsis
Laura Guerrero est une jeune femme qui vit avec son père et son petit frère à Tijuana. Après s'être inscrite à un concours de beauté avec sa meilleure amie Suzu, elles se rendent au Millennium Night Club pour retrouver le petit ami de Suzu. Quand Laura se rend au toilettes de la boîte, elle est témoin du meurtre de plusieurs officiers de la DEA par le cartel La Estrella.
Elle est par la suite kidnappée par le leader de La Estrella, Lino, qui fait également kidnapper son père et son frère pour faire pression sur elle et la pousser à travailler pour eux, notamment pour faire passer de l'argent issu de la vente de drogue vers les États-Unis.

## Fiche technique
Sauf indication contraire, les informations mentionnées dans cette section peuvent être confirmées par la base de données cinématographiques IMDb,  présente dans la section « Liens externes ».
- Titre original : Miss Bala
- Réalisation : Gerardo Naranjo
- Scénario : Gerardo Naranjo et Mauricio Katz
- Direction artistique : Ivonne Fuentes
- Décors : Lourdes Oyanguren
- Costumes : Anna Terrazas
- Photographie : Matyas Erdely
- Montage : Gerardo Naranjo
- Musique : Emilio Kauderer
- Production : Pablo Cruz
- Producteurs délégués : Gael García Bernal, Diego Luna et Geminiano Pineda
- Sociétés de production : Canana Films
- Société de distribution : 20th Century Fox Mexico (Mexique) / Ad Vitam Distribution (France) / Métropole Films Distribution (Québec)
- Pays d'origine :  Mexique
- Langues originales : espagnol
- Format : Couleur - 2.35:1 - son Dolby Digital
- Genre : Thriller, drame et film de gangsters
- Durée : 113 minutes
- Dates de sortie :
  -  France : 13 mai 2011 (Festival de Cannes 2011)
  -  Mexique : 9 septembre 2011
  -  Québec : 10 février 2012 (sortie limitée)
  -  France : 2 mai 2012 (sortie limitée)

## Distribution
- Stephanie Sigman : Laura « Lau » Guerrero
- Irene Azuela : Jessica Verduzo
- Miguel Couturier (en) : le général Salomón Duarte
- Gabriel Heads : l'agent spécial Bell
- Noé Hernández : Lino Valdez
- James Russo : Jimmy
- José Yenque : Kike Cámara
- Lakshmi Picazo : Azucena « Suzu » Ramos
- Juan Carlos Galván : Arturo Guerrero
- Leonor Victorica : Luisa Janes
- Hugo Márquez : Javi Fernández
- Eduardo Mendizábal : Quiño
- Sergio Gómez Padilla : Parca
- Felipe Morales : Tío
- Sergio Miguel Martínez : Cali
- Luis Francisco Escobedo : Roca
- Armando Gutiérrez Flores : Ventura
- Angel Galindo : Alonso Gutiérrez

## Genèse
Le film est très librement inspiré d'un fait réel impliquant Miss Sinaloa 2008, Laura Zúñiga. Cette dernière a été arrêtée en décembre 2008 vers Guadalajara avec des membres d'un gang dans une voiture remplie de munitions.
Dans une interview, le réalisateur Gerardo Naranjo dévoile avoir rencontré la jeune femme mais avoir finalement décidé de se contenter de s'inspirer de son histoire sans l'adapter réellement, ce dernier refusant de mettre en scène une femme coupable mais plutôt une innocente.

## Accueil

### Critique
Sur le site agrégateur de critiques Rotten Tomatoes, le film reçoit des critiques majoritairement positives et obtient un score de 97 % de critiques positives, avec une note moyenne de 7,2/10 sur la base de 58 critiques positives et 9 négatives, lui permettant d'obtenir le statut « Frais », le certificat de qualité du site.
Le consensus critique établi par le site résume que le sujet du film est chargé mais que sa réalisation frénétique et musclé lui permet de créer sa propre catégorie.

### Box-office
| Pays ou région | Box-office     | Date d'arrêt du box-office | Nombre de semaines |
| -------------- | -------------- | -------------------------- | ------------------ |
| France         | 40 660 entrées | 29 mai 2012                | 4                  |
| Mondial        | 387,275 $      | -                          | -                  |

## Remake
En avril 2017, la réalisatrice Catherine Hardwicke entre négociation avec Sony Pictures Entertainment pour réaliser un remake du film avec Pablo Cruz, également producteur de l'original, et Kevin Misher à la production et d'après un script de Gareth Dunnett-Alcocer.
Le mois suivant, le studio confirme le lancement de la production du film et dévoile que l'actrice américaine Gina Rodriguez en sera le personnage principal. Le film est sorti au début de l'année 2019 au cinéma.